# Kłusak

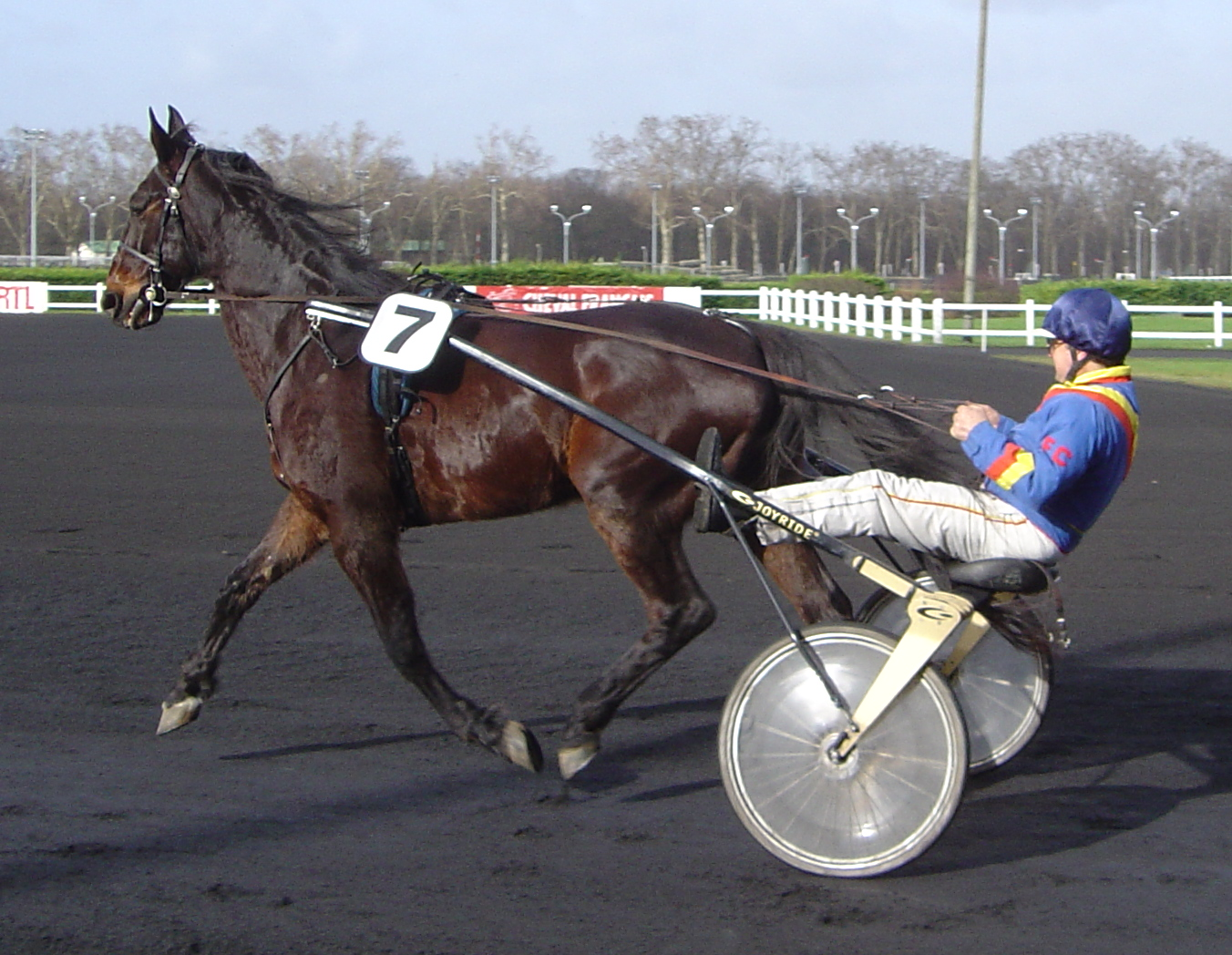
Zaprzęg kłusaczy podczas wyścigu kłusaków we Francji (2004)

Kłusak – typ konia obejmujący kilka ras: 
- kłusaki amerykańskie (wyhodowane w USA),
- kłusaki orłowskie (w Rosji),
- kłusaki rosyjskie (wyhodowane w Rosji w wyniku krzyżowania z kłusakami amerykańskimi),
- kłusaki francuskie (we Francji).

Używane głównie w wyścigach specjalnych dwukołowych wózków zwanych sulkami, w których konie te poruszają się wyłącznie szybkim kłusem (za przejście w galop zaprzęg kłusaczy może zostać zdyskwalifikowany). Wyścigi kłusaków na specjalnych torach odbywały się już na przełomie XIX i XX wieku.
U kłusaków amerykańskich często występuje chód zwany inochodem – koń przestawia kończyny parami: dwie nogi lewe, dwie nogi prawe (jak wielbłąd), podczas gdy w zwyczajnym kłusie nogi konia poruszają się parami po skosie (lewa tylna i prawa przednia i odwrotnie).
W hodowli kłusaków chodzi głównie o szybkość w kłusie, nie o pokrój konia, toteż w typie tym są zarówno osobniki małe, o bardzo lekkiej budowie, w typie konia arabskiego, jak i rosłe i bardziej masywne, w typie konia półkrwi angielskiej. Wysokość w kłębie: 145–170 cm. 

## Wyścigi kłusaków w Polsce
W Polsce wyścigi kłusaków są mało popularne, choć stopniowo sytuacja ta ulega zmianie. Obecnie wyścigi kłusaków francuskich odbywają się na torze we Wrocławiu (WTWK Partynice), w Warszawie na Służewcu oraz na hipodromie w Sopocie. W krajach zachodnich i w USA wyścigi kłusaków są tak samo popularne jak wyścigi koni pełnej krwi angielskiej.
Od 1997 działa Stowarzyszenie Hodowców i Użytkowników Kłusaków z siedzibą we Wrocławiu.